# Giulia Tarquini
Giulia Tarquini (Frascati, 3 aprile 1989) è una doppiatrice italiana.

## Carriera
Ha prestato la sua voce in serie televisive quali Il Trono di Spade in cui doppia Sophie Turner, Castle - Detective tra le righe in cui doppia Molly Quinn e Homeland - Caccia alla spia in cui doppia Morgan Saylor.
Nel 2018 esordisce come scrittrice pubblicando il suo primo romanzo, Giovani anime antiche.

## Doppiaggio

### Film
- Danielle Campbell in Starstruck - Colpita da una stella, Prom - Ballo di fine anno
- Elena Arndt-Jensen in Karla e Katrine - Amiche inseparabili, Karla e il sogno di Jonas
- Isabelle Fuhrman in Hunger Games, Dear Eleanor
- Zoë Kravitz in After Earth
- Gabriella Wilde in Lo sguardo di Satana - Carrie
- Emilia McCarthy in Zapped - La nuova vita di Zoey
- Zoey Deutch in Beautiful Creatures - La sedicesima luna
- Lily Collins in Priest
- Molly Ephraim in Paranormal Activity 2
- Molly Quinn in Hansel e Gretel e la strega della foresta nera
- Madison Davenport in The Possession
- Dakota Blue Richards in Moonacre - I segreti dell'ultima luna
- Sarah-Jeanne Labrosse in La promessa dell'assassino
- Jessica Carlson in Aiuto vampiro
- Britt Robertson in L'amore secondo Dan
- Priyanka Xi in The Water Horse - La leggenda degli abissi
- Delfina Varni in Il topolino Marty e la fabbrica di perle
- Isabella Laughland in Harry Potter e il principe mezzosangue
- Makenzie Vega in Chestnut - Un eroe a quattro zampe
- Zoë Weizenbaum in Missing in America
- Summer Glau in Mammoth
- Laëtitia Guerard in Stella
- Satomi Hanamura in Battle Royale
- Samantha Goober in La rivolta delle ex
- Heather Nicol in Ballet Shoes
- Caitlin E. J. Meyer in Incantesimi d'amore
- Holliston Coleman in Love's Unending Legacy
- Sarah Hyland in Regista di classe
- Bethany Anne Lind in Mean Girls 2
- Alice St. Clair in William & Kate - Un amore da favola
- Olivia Cook in Le origini del male
- Mira Barkhammar in We Are the Best!
- Brenna D'Amico in Descendants
- Katherine McNamara in Maze Runner - La fuga
- Hana Sugisaki in Bleach
- Willa Fitzgerald in Blood Money - A qualsiasi costo

### Film d'animazione
- Penny in Bolt - Un eroe a quattro zampe
- Janessa in Barbie presenta Pollicina
- Arrietty in Arrietty - Il mondo segreto sotto il pavimento
- Kinuyo in I sospiri del mio cuore
- Umi 'Mer' Matsuzaki in La collina dei papaveri
- Kayo Horikoshi in Si alza il vento
- Cora in Sofia la principessa - Il castello sul mare
- Biancaneve in C'era una volta il Principe Azzurro

### Televisione
- Candelaria Molfese in Soy Luna, Violetta
- Molly Quinn in Castle - Detective tra le righe
- Daniella Monet in Listen Up!
- Sophie Karbjinski in Cyber Girls
- Sera Tikotikovatu in Il tesoro delle Fiji
- İpek Çiçek in The Family
- Franziska Heyder in Il nostro amico Charly
- Uriel Baldesco in I Am Franky
- Sophie Turner in Il Trono di Spade
- Morgan Saylor in Homeland - Caccia alla spia
- Freja Riemann in Borgen - Il potere
- Irmak Örnek in Brave and Beautiful (ep. 35-96)
- Jessica Tyler in Degrassi: The Next Generation
- Rachel G. Fox in Melissa & Joey
- Eva Lazzaro in Elephant Princess
- Anna Maria Perez de Tagle in Hannah Montana
- Whitney Lee in Everwood
- Daniela Bobadilla in Awake
- Anna Bullard in Squadra Speciale Stoccarda
- Paulina Schwab in La casa del guardaboschi
- Natalie Lander in K.C. Agente Segreto
- Brittany Raymond in The Next Step
- Amy Ruffle in Mako Mermaids - Vita da tritone
- Gideon Adlon in The Society
- Derin İnce in La notte nel cuore
- Michelle Veintimilla in Gotham
- Renata Toscano in GO! Vivi a modo tuo
- Tati Gabrielle in Le terrificanti avventure di Sabrina (parti 2-4)
- Ariela Barer in The Last of Us

### Cartoni animati
- Momoka Oginome in Mawaru-Penguindrum
- Ruka Urushibara in Steins;Gate
- Mofy in Mofy
- Po in Teletubbies
- Bo in Il formidabile mondo di Bo (2^ voce)
- Ella in Boo!
- Koko in Chuggington
- Claire in Generator Rex
- Diego bambino in Zorro: Generation Z
- Jin Xiu in Shaolin Wuzang
- Lali in Il libro della giungla
- Sam in Eroi a metà
- Pauline in La stella di Laura
- Harmonin in Pretty Cure Max Heart
- Kayo in Pretty Cure Splash Star
- Kasey in PPG Z - Superchicche alla riscossa
- Trisha in A come Azione!
- Connie Maheswaran e Stevonnie in Steven Universe
- Marceline bambina in Adventure Time
- Aries e Mavis Vermillion (stagioni 6-7) in Fairy Tail
- Clara in Heidi
- Jane in Descendants: Wicked World
- Miss Elodie in Sofia la principessa
- Astoria Raperonzolo in Regal Academy
- Naru Osaka in Pretty Guardian Sailor Moon Crystal
- Chie Hori in Tokyo Ghoul: Pinto
- Marie in Magiki
- Angelina in Belle e Sebastien
- Twinkly in Winx Club
- C.A. Cupid in Monster High
- Göll in Record of Ragnarok
- Windy Sylph in Moonrise
- Carmilla Black in Il vostro amichevole Spider-Man di quartiere
- Gaia in KamiKatsu: Working for God in a Godless World
- Kit in Brave Bunnies
- Rex in Puppy Dog Pals

### Videogiochi
- La Regina dei cubi in Fortnite Battle Royale[3]
- Skye in PAW Patrol: Gran Premio[4]